# 사회계약론
《사회계약론》(Du Contract Social ou Principes du droit politique)은 장자크 루소의 대표적 저술 가운데 하나로 1762년에 출판된 책이다. 1755년 무렵부터 백과전서파와의 사이가 나빠지기 시작한 루소가 파리의 살롱 생활에서 은퇴할 생각으로 그 이전에 완성시킨 것이 이 《사회 계약론》이며, 《에밀》과 같은 해에 네덜란드에서 출판되었다. 이 두 책은 당시에 반드시 이해되었다고는 말할 수 없으며, 루소는 백과전서파를 비롯한 많은 사람들의 반대를 당했을 뿐만 아니라 박해까지 받아 실의와 불행의 말년을 초래했다.

## 내용
《사회계약론》의 기본적인 사고방식은 《인간 불평등 기원론》과 다를 바가 없으나 전자에는 새로운 사회의 적극적인 구상이 제시되었다는 점에서 후자를 발전시킨 것이라고 말할 수 있겠다. 전체는 4편으로 나뉘는데 이론적인 기본은 '일반의지'론과 '사회 계약'론의 둘이다. '일반의지'란 자유와 평등을 지향하는 인간(people)의 의지를 말한다. 루소는 사회 상태에서 그것을 실현시키려 했으나 그는 그것을 인간의 의지 속에서 발견한다. 인간의 일반의지야말로 주권의 기초이며 법이나 정부도 여기서 나온다. 이 국민의 일반의지는 절대적이며 그르친다는 예외도 없고, 타인에게 양도나 분할도 불가하다. 따라서 주권 또한 절대적이다. 이 루소의 인간주권론은 가장 철저한 인간주권론이며, 더구나 그는 거기서 인간주권의 절대성이라는 결론을 끌어낸다. 따라서 루소가 구상한 국가는 의회주의 국가가 아니라 직접민주제의 국가이다. 국민의 일반의지에 바탕을 둔 국가를 형성하는 수속(순서 또는 절차)을 제시한 것이 '사회 계약'론이다. 각 개인은 자유와 평등을 최대한으로 확보하면서 공동 이익을 지키기 위해 하나의 약속을 하고 국가를 형성한다. 이 약속이 사회 계약이다. 그것은 주권자인 개개인 상호간의 약속이며, 지배자에 대한 국민의 복종을 뜻하는 것이 아니다.

## 한국어 번역
- 장자크 루소 저, 박호성 역, 사회계약론 외, 책세상, 2015 -루소 전집 중 제8권

## 참고 자료
- 이 문서에는 다음커뮤니케이션(현 카카오)에서 GFDL 또는 CC-SA 라이선스로 배포한 글로벌 세계대백과사전의 내용을 기초로 작성된 글이 포함되어 있습니다.